# Elizabeth Turtle
Elizabeth Turtle (née en 1970) est une planétologue du laboratoire Applied Physics Laboratory (APL) de l'Université John Hopkins qu'elle a rejoint en 2006 après avoir travaillé à l'Université de l'Arizona et au Planetary Science Institute. Elle suit une formation en physique puis une spécialisation (doctorat) en sciences planétaires à l'l'Université de l'Arizona. Elle participe par la suite à plusieurs projets de mission d'exploration du système solaire développés par l'Agence spatiale américaine, la NASA : elle fait partie de l'équipe imagerie de la mission Galileo (étude de Jupiter) puis de l'équipe radar de la mission Cassini et est co-investigateur de la caméra installée à bord de la sonde spatiale lunaire Lunar Reconnaissance Orbiter. Elle est responsable scientifique de la caméra EIS de la mission Europa Clipper (étude de la lune Europe de Jupiter). En 2017 elle propose la mission Dragonfly, un aérobot qui doit étudier Titan. Cette sonde spatiale est sélectionnée en 2019 et elle en devient a responsable scientifique. Turtle a publié en tant qu'auteur principal plusieurs douzaines d'articles dans des publications scientifiques et a contribué à encore un plus grand nombre d'articles en tant que co-auteur. 